# Hapur
Hapur is een stad en gemeente in de Indiase staat Uttar Pradesh. Het is de hoofdstad van het gelijknamige district Hapur.

## Demografie
Volgens de Indiase volkstelling van 2001 wonen er 211.987 mensen in Hapur, waarvan 53% mannelijk en 47% vrouwelijk is. De plaats heeft een alfabetiseringsgraad van 58%.